# Un Pas În Față
Un Pas În Față (engleză Gotta Kick It Up!) este un Film Original Disney Channel. În Statele Unite, premiera a avut loc pe 26 iulie 2002 și a fost urmărită de 1, 18 milioane de telespectatori. În România, filmul a fost subtitrat în limba română și a avut premiera pe 30 ianuarie 2010.
Filmul este bazat pe o poveste reală despre o trupă de dans a unei școli.

## Rezumat
Un Pas În Față spune povestea a cinci adolescente mexicane, provenite din niște familii cu buget redus. Fiecare fată se confruntă cu probleme în viața personală, în timp ce încearcă să țină echipa de dans a școlii Marshall Middle unită. 
Acestea reușesc să o convingă pe doamna Bartlett, o profesoară nou venită în școală, să le antreneze pentru a câștiga un concurs de dans regioanal. 

## Distribuția
- Camille Guaty -  Daisy Salinas
- America Ferrera - Yolanda Vargas
- Jhoanna Flores -  Alyssa Cortez
- Suilma Rodriguez -  Marisol
- Sabrina Wiener -  Esmeralda Reyna
- Miguel Sandoval -  Directorul Zavala
- Erik Alexander Gavica - Chuy
- Susan Egan -  Heather Bartlett
- Elizabeth Sung -  Domnișoara Kim
- Gina Gallego -  Mama Alyssei
- Gerry Del Sol -  Tatăl Alyssei
- Valente Rodriguez -  Domnul Reyna
- Anita Ortega -  Doamna Reyna
- Yvonne Farrow -  Lynell Elliott
- Ulises Cuadra - Segura